# Under the Covers, Vol. II
Under the Covers, Vol. II är Ninja Sex Partys femte studioalbum och andra coveralbum, släppt den 27 oktober 2017. Alla albumets låtar är covers på låtar från 1970 och 1980-talet. 

## Låtlista
1. "Africa" (Toto) - 4:43
2. "More Than a Feeling" (Boston) - 4:29
3. "Limelight" (Rush) - 4:24
4. "Pour Some Sugar on Me" (Def Leppard) - 3:45
5. "Something About You" (Level 42) - 4:24
6. "In Your Eyes" (Peter Gabriel) - 5:23
7. "Heat of the Moment" (Asia) - 3:25
8. "You Spin Me Round (Like a Record)" (Dead or Alive) - 4:07
9. "Don't Lose My Number" (Phil Collins) - 4:44
10. "I Wish" (Stevie Wonder) - 3:27
11. "Your Wildest Dreams" (The Moody Blues) - 3:55
12. "Rocket Man" (Elton John) - 4:10